# Rudolph Dunbar
W. Rudolph Dunbar (Brits-Guiana, 5 april 1899 – Londen, 10 juni 1988) was een uit Guyana afkomstige Britse jazzmuzikant (saxofoon, klarinet), die zich later onderscheidde in de klassieke muziek als dirigent en componist.

## Biografie
Dunbar, die of in Nabacalis of in de buurt van Georgetown werd geboren, kreeg een muzikale opleiding in de British Guiana Military Band en in de Barbados Police Band. In 1919 vertrok hij naar New York, waar hij studeerde aan het Institute of Musical Art. In 1924 speelde hij jazz in het Harlem Orchestra en was hij bevriend met de pianist van het orkest, de componist William Grant Still. In 1924/25 begeleidde hij in Will Voderys Plantation Orchestra de show Dixie to Broadway.
In 1925 verhuisde Dunbar naar Parijs, waar hij eerst speelde in de Palm Beach Six. In 1926 trad hij in Rome op met Benny Peytons Jazz Kings, in het daaropvolgende jaar met het Plantation Orchestra in het Verenigd Koninkrijk. Tussen 1927 en 1929 studeerde hij aan de Sorbonne journalistiek en muziek bij Philippe Gaubert (dirigat), Paul Vidal (compositie) en Louis Cahuzac (klarinet). In 1928 werd hij lid van Thompson's Negro Orchestra, waarmee hij overvloedig toerde in Europa. Met het orkest van Leon Abbey kwam hij in 1930 naar Londen. Na verdere studies in Parijs en Wenen (bij Felix Weingartner) vestigde hij zich in 1931 in Londen, waar hij een klarinetschool oprichtte.
Tijdens de volgende jaren leidde hij een eigen band, waarmee hij in verschillende hotels in Londen optrad en op tournee ging. In 1940 leidde hij een middelgroot orkest, maar concentreerde hij zich daarna weer op zijn werkzaamheden als componist en dirigent. Bovendien schreef hij columns voor Melody Maker. In 1939 publiceerde hij zijn leerboek Treatise on the Clarinet (Boehm System).
Zijn ballet Dance of the Twenty-First Century, dat hij schreef voor de Footlights Club van de Cambridge University, werd in 1938 ook in de Verenigde Staten opgevoerd door NBC. In 1940 en 1941 trad hij op bij de BBC. In 1942 dirigeerde hij het London Philharmonic Orchestra in de Royal Albert Hall. In september 1945 dirigeerde hij de Berliner Philharmoniker, waarmee hij William Grant Still's Afro-American Symphony voor soldaten van de geallieerden opvoerde. In hetzelfde jaar dirigeerde Dunbar meerdere Franse orkesten. In 1948 dirigeerde hij in de Hollywood Bowl. Tijdens de jaren 1960 dirigeerde hij meerdere symfonieorkesten in Polen en Rusland.

## Journalistiek
Dunbar was ook werkzaam als journalist. tussen 1932 en 1936 werkte hij als Londens correspondent van de Associated Negro Press. Als oorlogscorrespondent stak hij met de American 8th Army Het Kanaal over op D-Day.

## Archief
Al in 1975 ontstond het Rudolph Dunbar Archive als deel van de James Weldon Johnson Memorial Collection van de Yale University.

## Schriften
Rudolph Dunbar: Treatise on the Clarinet (Boehm system). J. E. Dallas, London 1939.